# Margaretha Meijboom

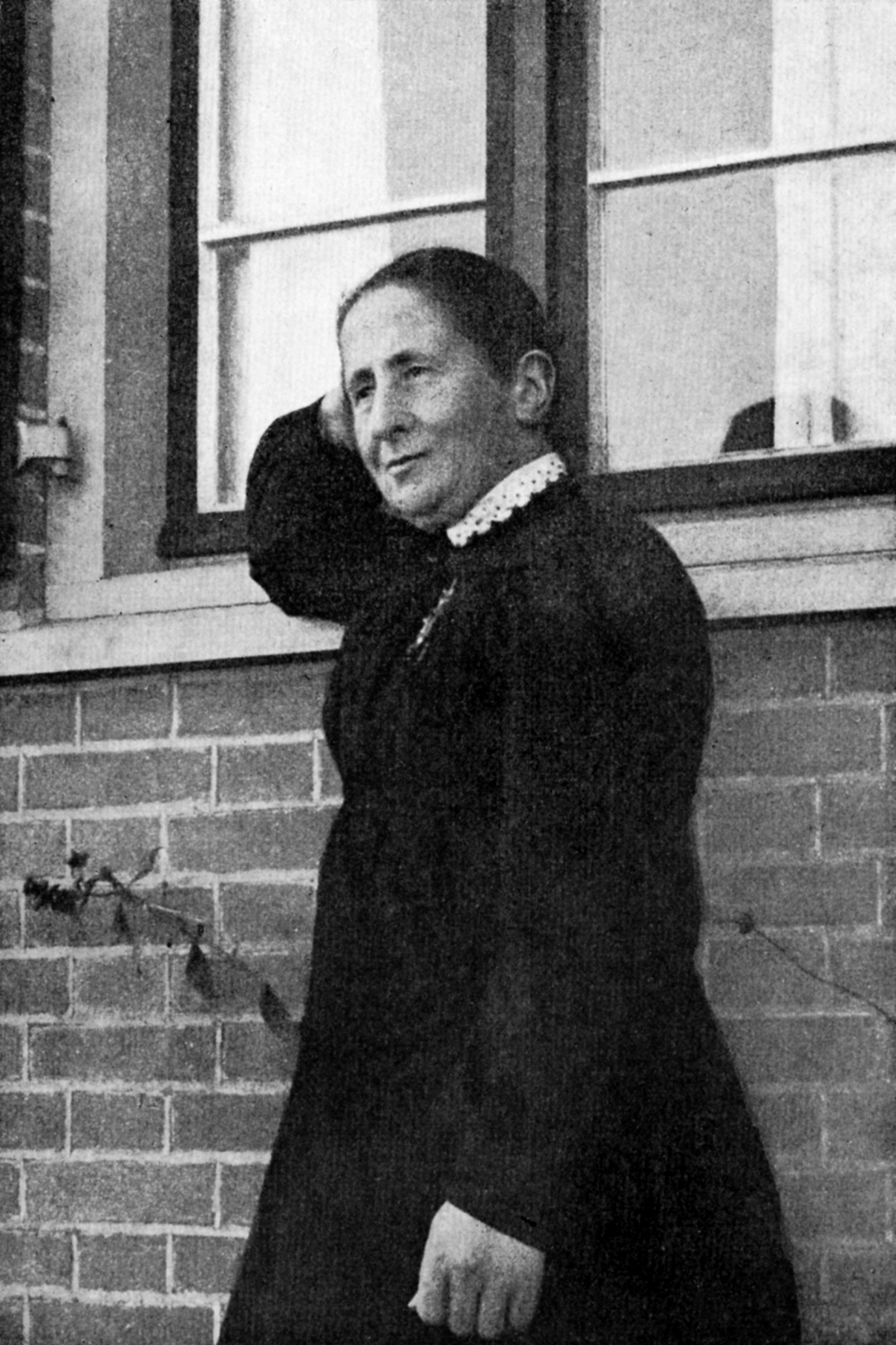
Margaretha Meijboom.

Margaretha Anna Sophia Meijboom, född 29 juli 1856 i Amsterdam, död 26 september 1927 i Voorburg, var en nederländsk översättare.
Meijboom studerade språk i Amsterdam och ägnade sig därefter åt översättningsarbete. Hon översatte ett mycket stort antal böcker av nordiska författare till nederländska, däribland "Judas" av Tor Hedberg och samtliga Selma Lagerlöfs verk (förutom "Antikrists mirakler", som översattes av Betsy Bakker-Nort).  Hon översatte även arbeten av Herman Bang, Bjørnstjerne Bjørnson, Johannes Ewald, Henrik Ibsen, Alexander Kielland och Sonja Kovalevsky. Tillsammans med Henri Logeman (1862–1936) och fru Dina Logeman-Van der Willigen (1864–1925) utgav hon tidskriften "Scandia" 1904 och "Scandinavië-Nederland" 1905–06. 